# Lijst van kastelen in Noorwegen
Dit is een incomplete lijst van kastelen en forten in Noorwegen.
| Naam                       | Plaats       | Bouw     | Toelichting | Afbeelding |
| -------------------------- | ------------ | -------- | --- | ---------- |
| Akershus (vesting)         | Oslo         | 1300     | gesticht als verdedigingsvesting voor de inwoners van de hoofdstad tegen aanvallen van buiten (14e - 17e eeuw)                                     |            |
| Audunborg                  | Jølster      | 1276     | tegenwoordig een heuvelruïne, oorspronkelijk gesticht door ridder Audun Hugleiksson                                                                |            |
| Austrått                   | Ørland       | ca.1000  | Privébezit |            |
| Baronie Rosendal           | Kvinnherad   | 1650     | tegenwoordig museum |            |
| Bergenhus (vesting)        | Bergen       | 1200     | voormalig verdedigingsfort |            |
| Bohus                      | Kungälv      | 1308     | voormalig verblijfplaats van de Noorse koningen (14e t/m 16e eeuw)                                                                                 |            |
| Christiansholm             | Kristiansand | 1672     | stadsverdedigingsfort |            |
| Damsgård hovedgård         | Bergen       | 18e eeuw | Oorspronkelijk landkasteel, tegenwoordig een landhuis                                                                                              |            |
| Kasteel Egeberg            | Oslo         | 1899     | stadskasteel |            |
| Erkebispegården            | Trondheim    | 1537     | Garnizoenshuis |            |
| Kasteel Fossum             | Skien        | 1739     | Groot landgoed met koninklijke havezaat ingericht in Empirestijl.                                                                                  |            |
| Fritzøehus                 | Larvik       | 1863     | Privébezit |            |
| Gamlehaugen                | Bergen       | 1899     | buitenverblijf voor de Noorse koninklijke familie.                                                                                                 |            |
| Gimle Gård                 | Kristiansand | 1797     | |            |
| Hamarhus                   | Hamar        | 1250     | Oorspronkelijk een sterkte voor de bisschoppen van Hamar, sinds 1570 verwoest en terloops verdwenen                                                |            |
| Hafslund                   | Sarpsborg    | 1758     | Bouwwerk voor de familie Rosenkrantz, tegenwoordig een restaurant.                                                                                 |            |
| Hagerupgården Palé         | Bergen       | 1705     | Vroegere stadspaleis |            |
| Jarlberg                   | Tønsberg     | 1673     | gesticht door Herman Wedel-Jarlsberg |            |
| Koninklijk paleis van Oslo | Oslo         | 18e eeuw | verblijf van het Noorse koningshuis (18e eeuw - heden)                                                                                             |            |
| Fort Kristiansten          | Trondheim    | 1681     | |            |
| Kronstad                   | Årstad       | 12e eeuw | Gebouwd als stenen sterkte voor de abdij van Nonneseter, later in de 16e eeuw omgebouwd tot landhuis.                                              |            |
| Ledaal                     | Stavanger    | 1799     | buitenverblijf voor de Noorse koninklijke familie.                                                                                                 |            |
| Mjøskastellet              | Mjøsa        | 1234     | Kasteel van Hakon IV van Noorwegen, vanaf 1775 tot ruïne vervallen                                                                                 |            |
| Refsnes Gods               | Moss         | 1767     | tegenwoordig een hotel |            |
| Rosenkrantztårnet          | Bergen       | 16e eeuw | Onderdeel van de Bergenhus-vesting |            |
| Sverresborg (Bergen)       | Bergen       | 1185     | Gesticht door Sverre van Noorwegen als hoogte burcht, heden een ruïne                                                                              |            |
| Sverresborg (Trondheim)    | Trondheim    | 1182     | Gesticht door Sverre van Noorwegen als hoogte burcht, grotendeels verdwenen.                                                                       |            |
| Skaugum                    | Asker        | 1921     | Verblijf van kroonprins Haakon Magnus van Noorwegen en Mette-Marit.                                                                                |            |
| Steinvikholm               | Stjørdal     | 1525     | Werd gebouwd als stenen sterkte voor de laatste katholieke bisschop Olav Engelbrektsson (1480-1538).                                               |            |
| Stiftsgården               | Trondheim    | 1774     | Stond vele jaren bekend als het grootste houten bouwwerk van Noord-Europa (4000 m), diende als feestzaal voor de Koninklijke familie (sinds 1800). |            |
| Tønsberg                   | Tønsberg     | 1503     | Vanaf 871 een Vikingnederzetting daarna een lek waar diverse versterkingen hebben gestaan voor de Noorse koningen.                                 |            |
| Oscarshall                 | Oslo         | 1852     | gebouwd voor koning Oscar I van Zweden als zomerpaleis                                                                                             |            |
| Valdisholm                 | Eidsberg     | ca. 1225 | gesticht door Haakon IV van Noorwegen |            |
| Vardøhus                   | Vardø        | 1306     | gesticht als verdedigingsfort tegen de opstandige Kareliëers in de middeleeuwen, later een beruchte gevangenis                                     |            |
| Vækerø Gård                | Oslo         | 1881     | gebouwd voor de welvarende familie Løvenskiold |            |